# Agrilus waltersi
Agrilus waltersi é uma espécie de inseto do género Agrilus, família Buprestidae, ordem Coleoptera.
Foi descrita cientificamente por Nelson, 1985.